# 银汞矿
银汞矿（英語：Arquerite）是一种天然的银汞合金。它非常稀有，由富含银的各种汞齐组成。含银约87%，汞约13%。全世界只有四个地方曾經發現银汞矿，两个位於智利，两个位於加拿大不列颠哥伦比亚省。